# Jermain Defoe
Jermain Colin Defoe OBE (* 7. října 1982 Londýn) je bývalý anglický profesionální fotbalista, který hrával na pozici útočníka. Svoji hráčskou kariéru ukončil v roce 2022 v dresu anglického klubu Sunderland AFC. Mezi lety 2004 a 2017 odehrál také 57 zápasů v dresu anglické reprezentace, ve kterých vstřelil 20 branek.

## Mládí
Jermain se narodil v Londýně v roce 1982 do křesťanské rodiny přistěhovalců. Jeho matka pochází z ostrova Sv. Lucie a otec je Dominikánec. V průběhu školní docházky trénoval za tým Senrab, který je známý vychováním již několika fotbalových talentů. Začínali tu například Ashley Cole, Ledley King nebo John Terry. Ve čtrnácti letech přešel do týmu Charlton Athletic.

## Klubová kariéra

### West Ham United
V roce 1999 se stal profesionálním hráčem West Ham United, který Charltonu za jeho přestup zaplatil částku 1,4 milionů liber. Jako člen týmu do 19 let vybojoval v sezoně 1999/2000 vítězství v Premier Academy league. V následující sezoně hrál za divizní Bournemouth, za který vstřelil v 29 zápasech 18 gólů. V sezóně 2001/2002 byl povolán zpět do West Hamu, kde skóroval 14krát v 39 utkáním a obzvláště jeho gól do sítě Manchesteru United v prosinci 2001 zajistil West Hamu 7. místo v Premiereship. Ani 11 gólů ve 42 zápasech nezachránilo West Ham v nejvyšší lize, a ten tak v sezoně 2003 sestoupil do druhé ligy. Defoe na sestup reagoval žádostí o přestup, čímž si vysloužil kritiku jak fanoušku tak spoluhráčů.

### Tottenham Hottspur
V sezoně 2003/04 sice začal v dresu West Hamu, ale brzy na to bylo Defoeovi umožněno přestoupit do Tottenhamu Hotspur. West Hamu byla vyplacena částka 6 milionů liber. Fanoušci tento přestup těžce nesli, jelikož Tottenham Hotspur je považován za jednoho z největších rivalů kladivářů.
Ihned po přestupu se Defoe odvděčil svému novému chlebodárci gólem do sítě Portsmouth. Kohouti v tomto zápase získali 3 body po dramatické výhře 4:3. V sezoně 2004/05 se blýskl hattrickem do sítě Southamptonu. Rok 2004 byl pro Jermaina mimořádně úspěšný, protože ho členové a fanoušci klubu zvolil nejlepším hráčem Spurs. I přes různé spekulace o odchodu z týmu se Defoe v roce 2005 upsal Tottenhamu na další 4 roky. Kromě úspěchů v Tottenhamu zaznamenal však i několik přešlapů. Je potřeba zmínit jeho nesportovní chování v říjnu 2006 v zápase proti jeho bývalému zaměstnavateli, tedy West Hamu. V tomto zápase kousl Javiera Mascherana do ramena,čímž rozpoutal rvačku i mezi dalšími hráči. V listopadu 2007 nezvládl penaltu v poslední minutě opět v zápase proti West Hamu. Penalta mohla znamenat výhru Tottenhamu, ale týmy se nakonec rozešly smírně 1:1.

### Portsmouth FC
Do Portsmouthu přestoupil Defoe v lednu 2008 za 6 milionů liber. Přestože zde pobyl pouze rok, zakončil nakonec sezonu s 8 góly. V následující sezoně se v prvním kole Poháru UEFA blýskl gólem a asistencí.

### Tottenham Hottspur (návrat)
Návrat do dresu Kohoutů oslavil v lednu 2009 do sítě Wiganu. V posledním zápase proti Manchesteru City přispěl jeho gól k upevnění 8. místa v tabulce Premier League. Sezona 2010/11 pro něj však nezačala nejšťastněji. V září se zranil a dva a půl měsíce nemohl hrát. Na svůj první ligový gól si tak musel počkat až do 6. března 2011. S Tottenhamem se však poprvé dostal do Ligy mistrů UEFA. Tottenham při své první účasti hned postoupil ze skupiny, což může být považováno za úspěch pro tento tým. Ve skupině dokonce porazili Inter Milán, tedy tým, který v sezoně 2009/2010 celou Champions League ovládl. Ve vyřazovací části narazil Tottenham na další italský tým AC Milán. Po nejtěsnější výhře na půdě soupeře pak Tottenham udržel doma bezbrankovou remízu a ve čtvrtfinále hrál s Realem Madrid.
8. listopadu 2012 vstřelil Defoe hattrick v utkání základní skupiny J Evropské ligy sezóny 2012/13 proti hostujícímu slovinskému klubu NK Maribor. Tottenham vyhrál 3:1 a udržel si se 6 body druhou příčku za 8-bodovým Laziem Řím.
Sunderland
V roce 2015 přestoupil do anglického Sunderlandu. V sezóně 2016/17 vstřelil 15 gólů, na udržení to však nestačilo.
Bournemouth
29. června 2017 potvrdil angažování Defoea AFC Bournemouth, v tomto klubu hostoval již v sezóně 2000/01.

### Sunderland
1. února 2022 se vrátil do třetiligového Sunderlandu, kde hrál až do konce sezóny.

## Reprezentační kariéra
V letech 2001–2003 byl Defoe platným hráčem anglické fotbalové reprezentace do 21 let. Ve 23 zápasech vstřelil 7 branek. Svůj debut v dresu seniorské reprezentace korunoval v zápase se Švédskem. Ačkoli pravidelně hrál v přátelských zápasech, na světový šampionát 2006 v Německu byli jmenováni takoví hráči, že se na hřiště za celý šampionát nepodíval.
22. března 2013 nastoupil v kvalifikačním zápase proti domácímu San Marinu, který skončil drtivým vítězstvím Anglie 8:0. Defoe vstřelil dva góly.

## Klubové statistiky
| Tým                  | Sezóna | Liga  | Liga | Domácí poháry | Domácí poháry | Evropa | Evropa | Celkem | Celkem |
| Tým                  | Sezóna | Zápas | Góly | Zápas         | Góly          | Zápas  | Góly   | Zápas  | Góly   |
| -------------------- | ------ | ----- | ---- | ------------- | ------------- | ------ | ------ | ------ | ------ |
| Bournemouth          | 00–01  | 29    | 18   | 2             | 1             | 0      | 0      | 31     | 19     |
| V klubu celkově      |        | 29    | 18   | 2             | 1             | 0      | 0      | 31     | 19     |
| West Ham United      | 00–01  | 1     | 0    | 1             | 1             | 0      | 0      | 2      | 1      |
| West Ham United      | 01–02  | 35    | 10   | 4             | 4             | 0      | 0      | 39     | 14     |
| West Ham United      | 02–03  | 38    | 8    | 4             | 3             | 0      | 0      | 42     | 11     |
| West Ham United      | 03–04  | 19    | 11   | 3             | 4             | 0      | 0      | 22     | 15     |
| V klubu celkově      |        | 93    | 29   | 12            | 12            | 0      | 0      | 105    | 41     |
| Tottenham Hotspur    | 03–04  | 15    | 7    | 0             | 0             | 0      | 0      | 15     | 7      |
| Tottenham Hotspur    | 04–05  | 35    | 13   | 9             | 9             | 0      | 0      | 44     | 22     |
| Tottenham Hotspur    | 05–06  | 36    | 9    | 2             | 0             | 0      | 0      | 38     | 9      |
| Tottenham Hotspur    | 06–07  | 34    | 10   | 10            | 5             | 5      | 3      | 49     | 18     |
| Tottenham Hotspur    | 07–08  | 19    | 4    | 7             | 1             | 5      | 3      | 31     | 8      |
| V klubu celkově      |        | 139   | 43   | 28            | 15            | 10     | 6      | 177    | 64     |
| Portsmouth           | 07–08  | 12    | 8    | 0             | 0             | 0      | 0      | 12     | 8      |
| Portsmouth           | 08–09  | 19    | 7    | 1             | 0             | 4      | 2      | 24     | 9      |
| V klubu celkově      |        | 31    | 15   | 1             | 0             | 4      | 2      | 36     | 17     |
| Tottenham Hotspur    | 08–09  | 8     | 3    | 2             | 1             | 0      | 0      | 10     | 4      |
| Tottenham Hotspur    | 09–10  | 34    | 18   | 9             | 6             | 0      | 0      | 43     | 24     |
| Tottenham Hotspur    | 10–11  | 15    | 2    | 2             | 2             | 4      | 3      | 21     | 7      |
| Tottenham Hotspur    | 11–12  | 25    | 11   | 7             | 3             | 6      | 3      | 38     | 17     |
| V klubu celkově      |        | 89    | 36   | 20            | 12            | 12     | 6      | 121    | 54     |
| Celkově za Tottenham |        | 228   | 79   | 48            | 27            | 22     | 12     | 298    | 118    |
| Celkově v kariéře    |        | 381   | 141  | 63            | 40            | 26     | 14     | 470    | 195    |

## Osobní život
Defoe je praktikující katolík a již od roku 2017 se stravuje pouze veganskou stravou.[zdroj?]